# Elezioni parlamentari in Slovacchia del 2023
Le elezioni parlamentari in Slovacchia del 2023 si sono tenute il 30 settembre per il rinnovo del Consiglio nazionale, il parlamento del paese.
Esse hanno visto, allo stesso tempo, due grandi avvenimenti: difatti, la vittoria relativa del partito Direzione - Socialdemocrazia (SMER-SD), populista di sinistra e filorusso, è stata apparentata alla consistente ascesa dei partiti progressisti, di centro-sinistra ed europeisti come Slovacchia Progressista (PS) e Voce - Socialdemocrazia (HLAS-SD), entrambe a discapito della fazione populista tradizionale, in parte sopravvissuta, e di estrema destra, sostituita parzialmente da partiti di ispirazione cristiano-democratica, come il Movimento Cristiano Democratico (KDH), e conservatori. Stabile, infine, la fazione liberale, sostenuta da partiti come Libertà e Solidarietà (SaS).

## Contesto precedente
Le elezioni sono state indette a cinque mesi dalla scadenza naturale della legislatura, prevista per il 2024, a causa di un forte “impasse” istituzionale e politico, presente già prima della caduta del Governo Heger avvenuta nell’anno precedente e della formazione del provvisorio Governo Ódor nel maggio dello stesso anno, che ha portato il Consiglio Nazionale ad una paralisi legislativa e ad un’inabilità continuata ad esercitare le proprie prerogative e funzioni costituzionali di base, complici importanti dissidi e frammentazioni interne (al punto da non riuscire neanche ad acconsentire la fiducia al transitorio governo tecnico ed apartitico nominato per superare lo stallo).
Al fine di provare, dunque, a risolvere la precaria situazione generatasi, poiché la Costituzione della Slovacchia prevedeva che l’organo legislativo nazionale potesse essere sciolto solo in rare e specifiche circostanze ed a determinate condizioni (ex Art. 102, §1, sottocomma “e”), si svolse, nel gennaio 2023, un referendum costituzionale, volto a revisionare la legge fondamentale per permettere uno scioglimento anticipato, qualora necessario. Ciononostante, per via dell’assenza di un quorum funzionale deliberativo, il referendum è fallito, causando un prolungamento della paralisi istituzionale.
Alla fine, tuttavia, constatata l’irrimediabilità della condizione parlamentare, i partiti rappresentati in assemblea iniziarono comunque dei negoziati in tal senso, concordando infine su una revisione per via parlamentare che consentisse lo scioglimento anticipato del Consiglio e lo svolgimento di elezioni, attuate poi, dopo l’approvazione della riforma, con mozione propria dei legislatori.

## Sistema elettorale
I 150 membri del Consiglio nazionale sono eletti con un metodo proporzionale basato sul voto di preferenza (in cui l’elettore può esprimere, all’interno della lista scelta, fino a quattro preferenze).
Esso è applicato in un unico collegio nazionale con una soglia di sbarramento progressiva: del 5% per i partiti singoli, del 7% per i gruppi di coalizione con almeno due partiti e del 10% per i gruppi di coalizione con più di due partiti.
In seguito, i voti e le preferenze sono tradotti in seggi secondo il metodo del quoziente e dei più alti resti con quoziente “Hagenbach-Bischoff”.

## Risultati
| Direzione - Socialdemocrazia (SMER-SD)                               | 681 017   | 22,95 | 42  |  |  |  |
| Slovacchia Progressista (PS)                                         | 533 136   | 17,96 | 32  |  |  |  |
| Voce - Socialdemocrazia (HLAS-SD)                                    | 436 415   | 14,70 | 27  |  |  |  |
| Gente Comune e Personalità Indipendenti (OĽaNO) - Per il Popolo (ZĽ) | 264 137   | 8,90  | 16  |  |  |  |
| Movimento Cristiano-Democratico (KDH)                                | 202 515   | 6,82  | 12  |  |  |  |
| Libertà e Solidarietà (SAS)                                          | 187 645   | 6,32  | 11  |  |  |  |
| Partito Nazionale Slovacco (SNS)                                     | 166 995   | 5,63  | 10  |  |  |  |
| Repubblica (REP)                                                     | 141 099   | 4,75  | –   |  |  |  |
| Comunità Ungherese di Cooperazione (ALI) (SMK-MKP)                   | 130 183   | 4,39  | –   |  |  |  |
| Democratici (D)                                                      | 87 006    | 2,93  | –   |  |  |  |
| Siamo una Famiglia (SR)                                              | 65 673    | 2,21  | –   |  |  |  |
| Partito Popolare Slovacchia Nostra (KOT.-ĽSNS)                       | 25 003    | 0,84  | –   |  |  |  |
| Partito Comunista di Slovacchia (KSS)                                | 9 867     | 0,33  | –   |  |  |  |
| Altri (<9.500 voti)                                                  | 37 205    | 1,25  | –   |  |  |  |
| Totale                                                               | 2 967 896 | 100   | 150 |  |  |  |
|                                                                      |           |       |     |  |  |  |
| Voti non validi                                                      | 35 052    | 1,17  |     |  |  |  |
| Votanti                                                              | 3 002 948 | 68,42 |     |  |  |  |
| Elettori                                                             | 4 388 872 |       |     |  |  |  |

| Riepilogo dei voti (+/- elezioni 2020)                  | Riepilogo dei voti (+/- elezioni 2020)                  | Riepilogo dei voti (+/- elezioni 2020)                  | Riepilogo dei voti (+/- elezioni 2020) | Riepilogo dei voti (+/- elezioni 2020) | Riepilogo dei voti (+/- elezioni 2020) | Riepilogo dei voti (+/- elezioni 2020) |
| ------------------------------------------------------- | ------------------------------------------------------- | ------------------------------------------------------- | -------------------------------------- | -------------------------------------- | -------------------------------------- | -------------------------------------- |
| Direzione - Socialdemocrazia                            | Direzione - Socialdemocrazia                            | Direzione - Socialdemocrazia                            |                                        |                                        | 22,95%                                 | ▲ 4,66                                 |
| Slovacchia Progressista                                 | Slovacchia Progressista                                 | Slovacchia Progressista                                 |                                        |                                        | 17,96%                                 | ▲ 10,99                                |
| Voce - Socialdemocrazia                                 | Voce - Socialdemocrazia                                 | Voce - Socialdemocrazia                                 |                                        |                                        | 14,70%                                 | Nuovo                                  |
| Gente Comune e Personalità Indipendenti - Per il Popolo | Gente Comune e Personalità Indipendenti - Per il Popolo | Gente Comune e Personalità Indipendenti - Per il Popolo |                                        |                                        | 8,90%                                  | Nuovo                                  |
| Movimento Cristiano-Democratico                         | Movimento Cristiano-Democratico                         | Movimento Cristiano-Democratico                         |                                        |                                        | 6,82%                                  | ▲ 2,17                                 |
| Libertà e Solidarietà                                   | Libertà e Solidarietà                                   | Libertà e Solidarietà                                   |                                        |                                        | 6,32%                                  | ▲ 0,10                                 |
| Partito Nazionale Slovacco                              | Partito Nazionale Slovacco                              | Partito Nazionale Slovacco                              |                                        |                                        | 5,63%                                  | ▲ 2,47                                 |
| Repubblica                                              | Repubblica                                              | Repubblica                                              |                                        |                                        | 4,75%                                  | Nuovo                                  |
| Unione della Comunità Ungherese                         | Unione della Comunità Ungherese                         | Unione della Comunità Ungherese                         |                                        |                                        | 4,39%                                  | ▲ 0,48                                 |
| Democratici                                             | Democratici                                             | Democratici                                             |                                        |                                        | 2,93%                                  | Nuovo                                  |
| Siamo una Famiglia                                      | Siamo una Famiglia                                      | Siamo una Famiglia                                      |                                        |                                        | 2,21%                                  | ▲ 6,03                                 |
| Partito Popolare Slovacchia Nostra                      | Partito Popolare Slovacchia Nostra                      | Partito Popolare Slovacchia Nostra                      |                                        |                                        | 0,84%                                  | ▼ 7,13                                 |
| Partito Comunista di Slovacchia                         | Partito Comunista di Slovacchia                         | Partito Comunista di Slovacchia                         |                                        |                                        | 0,33%                                  | ━                                      |
| Altri                                                   | Altri                                                   | Altri                                                   |                                        |                                        | 1,25%                                  |                                        |
| Riepilogo dei seggi (+/- elezioni 2020)                 |                                                         |                                                         |                                        |                                        |                                        |                                        |
|                                                         |                                                         |                                                         |                                        |                                        |                                        |                                        |
| SMER-SD                                                 | 42                                                      | ▲ 4                                                     |                                        | HLAS-SD                                | 27                                     | Nuovo                                  |
| PS                                                      | 32                                                      | ▲ 32                                                    |                                        | OĽaNO-ZL                               | 16                                     | ▼ 49                                   |
| SaS                                                     | 11                                                      | ▼ 2                                                     |                                        | SR                                     | 0                                      | ▼ 17                                   |
| KDH                                                     | 12                                                      | ▲ 12                                                    |                                        | KOT.-ĽSNS                              | 0                                      | ▼ 17                                   |
| SNS                                                     | 10                                                      | ▲ 10                                                    |                                        |                                        |                                        |                                        |